# 日下圭介
日下 圭介（くさか けいすけ、1940年1月21日 - 2006年2月12日）は、日本の小説家、推理作家。江戸川乱歩賞作家である。本名は戸羽真一。

## 来歴・人物
和歌山県に生まれる。1962年早稲田大学商学部出身。
1975年、朝日新聞社整理部記者であった時に応募した『蝶たちは今…』が江戸川乱歩賞を受賞。1982年に『木に登る犬』および『鶯を呼ぶ少年』が日本推理作家協会賞を受賞。1984年から作家業に専念。
初期の作風は中間小説的な推理小説であったが、1980年代後半から『黄金機関車を狙え』『チャップリンを撃て』など昭和初期の歴史に題材をとってミステリーを多く執筆する。
2006年2月12日、誤嚥性肺炎のため千葉市の病院で死去。享年66。

## 著作
- 『蝶たちは今…』（講談社） 1975、のち文庫
- 『悪夢は三度見る』（講談社） 1976、のち文庫
- 『花の復讐』（講談社） 1977、のち文庫
- 『折鶴が知った』（光文社、カッパ・ノベルス） 1977、のち文庫
- 『海鳥の墓標』（徳間書店、トクマ・ノベルズ） 1978、のち文庫
- 『血の色の花々の伝説』（講談社） 1981、のち文庫
- 『鶯を呼ぶ少年』（講談社） 1982、のち文庫
- 『木に登る犬』（徳間書店、トクマ・ノベルズ） 1982、のち文庫
- 『負のアリバイ』（徳間書店） 1984、のち文庫
- 『恋人たちの殺意』（講談社） 1984
- 『罪の女の涙は青 奥飛騨山荘の怪火』（講談社） 1984
- 『竹久夢二殺人事件』（徳間書店、トクマ・ノベルズ） 1985、のち文庫
- 『告発者は闇に跳ぶ』（光文社、カッパ・ノベルス） 1985、のち改題文庫化『赤い蛍は死の匂い』
- 『UFOの来た夜』（光風社ノベルス） 1985、のち改題『賢者の陰謀』（徳間文庫）
- 『山頭火うしろ姿の殺人』（光文社、カッパ・ノベルス） 1986、のち文庫
- 『チャップリンを撃て』（講談社ノベルス） 1986、のち光文社文庫
- 『偶然の女』（祥伝社、ノンポシェット） 1987
- 『ころす・の・よ』（新潮文庫） 1988
- 『黄金機関車を狙え』（新潮社） 1988、のち文庫
- 『｢野菊の墓｣殺人事件』（光文社、カッパ・ノベルス） 1988、のち文庫
- 『密室20秒の謎』（祥伝社、ノンノベル） 1989
- 『危険な関係』（祥伝社、ノンポシェット） 1989
- 『偶然かしら』（新潮文庫） 1989
- 『神がみの戦場』（日本経済新聞社） 1990
- 『「天の酒」殺人事件』（光文社、カッパ・ノベルス） 1991 のち文庫
- 『セミョーノフは二度殺せ』（徳間書店） 1991
- 『啄木が殺した女』（祥伝社、ノンノベル） 1991
- 『隣人の殺意』（広済堂、ブルーブックス） 1991
- 『優しく埋めて』（新潮文庫） 1991
- 『名前のない死体』（広済堂、ブルーブックス） 1993
- 『瓶詰めの過去』（実業之日本社、ジョイ・ノベルス） 1994
- 『女怪盗が盗まれた』（光文社、光文社文庫） 1994
- 『遠すぎた終着 - 下山事件四十七年目の夏』（祥伝社） 1995
- 『密室・十年目の扉』（祥伝社、ノンノベル） 1997
- 『紅蓮の毒 薬売り・辻村の探偵行』（光文社、カッパ・ノベルス）1998、のち文庫

### 倉原真樹 刑事 シリーズ
- 『笛の鳴る闇』（祥伝社、ノンノベル） 1987
- 『女たちの捜査本部』（徳間書店、トクマ・ノベルズ） 1988、のち文庫
- 『溶ける女』（徳間書店、トクマ・ノベルズ） 1989
- 『61年目の謀殺』（毎日新聞社） 1991、のち徳間文庫
- 『手錠はバラの花に 女性刑事・倉原真樹の名推理』（フタバノベルス） 1992、のち文庫
- 『三千万秒の悪夢』（徳間書店、トクマ・ノベルズ） 1992
- 『脅迫者たちのサーカス』（徳間書店） 1994

### 獣医 栃尾彩子 シリーズ
- 『猫が嗤った』（祥伝社、ノンノベル） 1990
- 『証人は猫』（祥伝社、ノンノベル） 1992